# Ape Out
El Ape Out és un beat 'em up desenvolupat per Gabe Cuzzillo i publicat per Devolver Digital. El joc va ser publicat 28 de febrer de 2019 per Microsoft Windows i Nintendo Switch.

## Jugabilitat i banda sonora
Ape Out és un beat 'em up d'un sol jugador amb perspectiva isomètrica. El jugador controla un goril·la que corre a través d'un laberint mentre esquiva enemics que són els vigilants de la seva gàbia. Els enemics humans moren amb un sol atac i també poden agafar-se i utilitzar-se com escut; tanmateix, com estan armats amb pistoles, poden matar el jugador també molt fàcilment. L'objectiu principal del joc és fugir cada nivell, matar els enemics és opcional.
El disseny dels nivells està lleugerament aleatoritzat fent impossible de memoritzar el traçat d'un nivell ja que els guàrdies apàreixen en llocs diferents cada cop.
La banda sonora del joc està formada principalment per jazz i cadascun dels quatre capítols del joc representen àlbums de jazz, on cada nivell que representa una pista i a la meitat del disc, cada tres nivells s'ha de donar la volta al disc, simulant que estàs reproduint les dues cares del disc. Durant el joc la banda sonora presenta un caòtic i estrident jazz amb protagonisme de la percussió composta per Mat Boch (professor associat al NYU Game Center). Aquesta percussió reacciona dinàmicament al joc: per exemple cada comp que el goril·la mata un enemic sona un plat o un tambor i la música augmenta d'intensitat segons el numero d'enemics en pantalla i puja el volum si entrem en una ratxa de morts.
Per tal de proporcionar banda sonora generada proceduralment i adaptada al moviment de cada partida, el joc combina els sons d'un banc de milers de pistes individuals de tambor tambors i altres instruments de percussió. Alguns enregistrats per Boch amb altres obtinguts de fonts externes al projecte. El sistema també aparellarà la ubicació del que passa a la pantalla amb el tambor o platet que hi ha a la ubicació aproximada en una bateria real. Cada capítol del joc també presenta un estil diferent de percussió de jazz, amb Boch descrivint el primer capítol com el més proper a l'essència del jazz, mentre que altres capítols presenten instruments inusuals per aquest tipus de música.
Per si això fos poc els sons s'adapten a la direcció en la que mira el personatge i si jugues amb auriculars pots saber d'on venen els enemics pel so. També quan el jugador entra dins d'un container de metall els sons canvien de to i es genera eco (i reverberacions) com passaria a la vida real.
El joc també presenta un estil d'art minimalista que ha estat comparat amb el de Saul Baix.

## Desenvolupament
Ape Out va ser desenvolupat per Gabe Cuzzillo utilitzant el motor d'Unity, popular entre el sector del videojoc indie, Ape Out és el segon joc de Cuzzillo, després de Foiled, el qual va desenvolupar amb Aaron Taecker-Wyss i va ser publicat al 2014. El desenvolupament de Ape Out va començar quan Cuzzillo va entrar als cursos de disseny de videojocs a la Universitat de Nova York (NYU), on també ha treballat en un estudi independent amb Bennett Foddy. Foddy ha contribuït en l'art d'Ape Out, mentre Mat Boch, un professor associat, va treballar en el sistema de música del joc i en el disseny de l'àudio. Ape Out era part de la NYU Game Center Incubator de la universitat de Nova York i va ser parcialment finançat per Indie Fund. Al 2016, el Ape Out era un finalista pel premi "Best Student Game" del Festival de Jocs Independents", perdent-lo contra Beglitched.
L'editor Devolver Digital va anunciar la seva implicació en Ape Out dins març 2017, quan van alliberar una demo pel joc i va anunciar la data de publicació per l'estiu de 2017, però es va retrassar. L'editor va anunciar al desembre de 2018 que Ape Out seria 7 de febrer de 2019, per Microsoft Windows i Nintendo Switch. Tanmateix, el joc va ser retrassat per tres setmanes més i la data de publicació final per ambdues plataformes va ser el 28 de febrer de 2019.

## Recepció
Ape Out ha rebut crítiques majoritàriament favorables per part dels usuaris d'ambdues plataformes, review aggregator i Metacritic.

## Premis
El joc va ser nomenat per "Millor Disseny Visual" i "Millor Àudio" al 2019 Golden Joystick Awards, i pel Off Broadway Award per Millor Joc Indie als New York Game Awards, va guanyar el premi per "Audio Achievement" a la 16th British Academy Games Awards, i la seva altra nominació era per "Debut Game".